# جرمل (جنس)
الجَرْمَل أو الفِرَنكيّة أو الفِرنكنية أو الحمرة (الاسم العلمي Frankenia)، جنس نباتات عشبية برية مخشوشبة وهو الجنس الوحيد في الفصيلة الجرملية. أنواعه نحو 78 (مع الأنواع المضافة مؤخرًا في 2018) جميعها من النباتات المناطق البحرية. أوراقها متقابلة صغيرة اذينية. أزهارها ابطية وطرفية.